# Friedrich Gustav Brieger
Friedrich Gustav Brieger (Breslávia, 11 de outubro de 1900 – 6 de fevereiro de 1985) foi um pioneiro botânico e geneticista alemão.
Foi o patriarca acadêmico da Escola Superior de Agricultura Luiz de Queiroz, doutor em botânica e livre-docente na área de genética pela Universidade de Berlim e membro da Academia Brasileira de Ciências. Veio ao Brasil a convite do governo a fim de organizar a recém-fundada Universidade de São Paulo e foi figura essencial no melhoramento genético do milho.
Friedrich não só foi precursor do estudo de Genética em Piracicaba, criando o Instituto em 1958, mas também consolidou e aperfeiçoou a "crítica" sobre agricultura tropical. Sua pesquisa nos campos da Genética vegetal, Citologia e Ecologia, permitiu que as pesquisas mudassem radicalmente a qualidade, quantidade e hábitos de consumo dos brasileiros.
Foi membro fundador da Academia Paulista de Ciências, da Sociedade Brasileira de Genética e da Sociedade Botânica do Brasil.

## Biografia
Friedrich nasceu na Breslávia, em 1900, filho do médico e professor Oskar Brieger e Annelies Kaiser Brieger. Quando criança, confiscou o microscópio do pai e começou a mexer, observando principalmente plantas. Seu pai faleceu antes da eclosão da Primeira Guerra Mundial, quando Friedrich ainda estava no ginásio. Ele logo ingressou na Universidade de Breslávia, onde cursou história natural de 1918 a 1921, tendo estudado em Berlim e depois retornado à Breslávia onde concluiu um doutorado em botânica, em 1921.

## Carreira
Depois de formado, estagiou na Universidade de Munique. Foi também assistente na Universidade de Berlim, em 1922. Em seguida foi assistente na Universidade de Viena, onde começou a trabalhar com genética. Em 1924, com as primeiras bolsas da Fundação Rockefeller para a Alemanha e Estados Unidos, Friedrich teve a oportunidade de estudar na Universidade de Harvard, em Boston. Quando terminou seu período nos Estados Unidos, foi obrigado a voltar para seu país, mas estava sem emprego, tendo que se candidatar a vagas disponíveis no Instituto Kaiser Wilhelm, em 1926.
Um ano depois, foi chamado para ser primeiro assistente no Instituto de Botânica da Universidade, onde começou a dar aulas, até 1933. Com a ascensão do nazismo e a subida ao poder de Adolf Hitler, Friedrich por ser judeu perdeu seu emprego ao ser declarado antinazista e também anticomunista. Sem conseguir lutar por seu emprego, inicialmente ele pensou em escrever para seus colegas nos Estados Unidos, mas começou a receber cartas e telegramas da Inglaterra. Friedrich foi para o Instituto de Pesquisas de Londres, ligado à Universidade de Londres, onde pode dar continuidade aos seus experimentos, trabalhando com a primeira geração de geneticistas.
Para subir de carreira, era exigido que os pesquisadores na Inglaterra trabalhassem nos trópicos. Enquanto pesquisava destinos, Friedrich foi abordado por um funcionário da Embaixada Brasileira, transmitindo um convite da recém-criada Universidade de São Paulo, em 1935. Sem conhecer nada do país, ele teve ajuda do embaixador brasileiro da época, Raul Régis de Oliveira, que lhe explicou o que era a nova universidade e a cidade para a qual estava sendo enviado, Piracicaba. Ao receber cartas de colegas que já estavam no Brasil, ele resolveu aceitar o convite.

## No Brasil
Friedrich chegou ao Brasil em agosto de 1936 e uma equipe da universidade foi até o Porto de Santos receber a ele, sua esposa e seu filho. Seguindo as ideias de um dos professores da Escola Superior de Agricultura Luiz de Queiroz, José de Mello Moraes, que tinha estudado na Alemanha, Friedrich foi essencial para o estabelecimento da pesquisa científica da instituição. Junto de Carlos Arnaldo Krug e André Dreyfus, Friedrich foi um dos patriarcas da genética fundamental e aplicada no Brasil e do melhoramento de vegetais.
Quando o Brasil sofreu dificuldades, devido à Segunda Guerra Mundial, em importar sementes, Friedrich desenvolveu excelentes cultivares próprios de couve-flor, alface, tomate e espinafre, pois as sementes europeias não suportavam bem o verão tropical do Brasil, mas sim as variedades de Friedrich.
O instituto também ocupou um lugar chave no desenvolvimento de variedades de milho com aminoácidos melhorados e de maior qualidade nutritiva. Também operou no estudo das condições dos solos e fertilização química, transformando muitas áreas,  antes improdutivas, em locais apropriados para produção de grãos. Friedrich também foi especialista na classificação e melhoramento de orquídeas, criando e exportando numerosos híbridos. Autor de inumeráveis publicações, em especial acerca do milho e das orquídeas, em 1941 publicou Introdução à Genética em português.
De 1966 a 1979 Friedrich trabalhou estabelecendo o ensino superior no Brasil, e desde 1971 consolidou a Faculdade de Genética da Universidade Estadual de Campinas, de onde também foi vice-reitor. Nesta ocasião foi convidado a retornar à "sua antiga" universidade na Alemanha, mas decidiu permanecer no Brasil e trabalhar na Alemanha somente como professor visitante.

## Morte
Friedrich morreu em 6 de fevereiro de 1985, aos 85 anos.

## Algumas publicações
- 1958. Tipos de milho no Brasil e outros países do leste sul-americano Ed. Nat.Res.Council. 283 pp.